# 承久
承久（1219年四月十二日至1222年四月十三日）是日本的年號之一。這個時代的天皇是順德天皇、仲恭天皇與後堀河天皇，由後鳥羽上皇實施院政至承久之亂爆發，後由後高倉法皇實施院政。鎌倉幕府之執權為北條義時。

## 改元
- 建保七年四月十二日（1219年5月27日）改元承久
- 承久四年四月十三日（1222年5月25日）改元貞應

## 逝世
- 建保七年正月：源實朝，鎌倉幕府第三代征夷大將軍。

## 大事記
- 建保七年正月：源賴家之二子源公曉在鶴岡八幡宮暗殺源實朝。

## 紀年、西曆、干支對照表
| 承久       | 元年   | 二年   | 三年   | 四年   |
| 儒略曆日期 | 1219年 | 1220年 | 1221年 | 1222年 |
| 干支       | 己卯   | 庚辰   | 辛巳   | 壬午   |